# Caloptilia aurita
Caloptilia aurita är en fjärilsart som beskrevs av Paolo Triberti 1989. Caloptilia aurita ingår i släktet Caloptilia och familjen styltmalar. Inga underarter finns listade i Catalogue of Life.